# Llywelyn de Grote
Llywelyn de Grote (Welsh: Llywelyn Fawr), volledige naam: Llywelyn ap Iorwerth, (Ca. 1172 - Aberconwy Abbey, 11 april 1240) was koning van Gwynedd. Hij was de facto de heerser van het overgrote gedeelte van Wales.

## Biografie

### Weg naar de macht
Llywelyn werd geboren als de zoon van Iorwerth ap Owain en was daarmee een kleinzoon van Owain Gwynedd. Via zijn moeder Madog stamde hij af van de koningen van Powys. Zijn vader stierf al toen Llywelyn nog jong was. Na de dood van grootvader werd Gwynedd tussen de zonen van Owain verdeeld.
Al op jonge leeftijd trok Llywelyn ten strijde tegen zijn ooms, met behulp van zijn neven Maredudd en Gruffudd. Hij wist zijn oom Dafydd ab Owain Gwynedd in 1194 in de slag bij Aberconwy te verslaan en kon zich daarop uitroepen tot koning van Gwynedd. De dood van Rhys ap Gruffydd drie jaar later leidde tot een successiestrijd in Deheubarth. Llywelyn steunde aanvankelijk Gwenwynwyn ab Owain, maar toen deze door de Engelsen verslagen werd stelde dit Llywelyn instaat om zich op te werpen als de leider van de Welshmen. In 1199 veroverde hij het kasteel van Mold en betitelde zich vervolgens als "prins van geheel Noord-Wales"  (Latijns: tocius norwallie princeps).

### Consolidatie van de macht
In 1200 overleed zijn oom Gruffudd ap Cynan ab Owain Gwynedd en werd Llywelyn de onbetwiste leider van Wales. Een jaar later sloot hij een verdrag met koning Jan van Engeland, waarin Llywelyn trouw zwoer aan de Engelse koning. In ruil daarvoor vielen de veroveringen van Llywelyn onder het Welshe recht. Om zijn positie verder te consolideren trouwde hij in 1205 met Johanna, een natuurlijke dochter van koning Jan. Drie jaar later werd Gwenwynwyn van Powys gearresteerd en gevangen genomen door koning Jan. Llywelyn maakte hiervan gebruik door het zuidelijk gedeelte van Powys te annexeren en ook het noordelijke gedeelte van Ceredigion. Vervolgens vocht hij aan de zijde van de Engelsen in de campagne van 1209 tegen Willem I van Schotland.

### Oorlog met Engeland
In 1210 verslechterde de relatie tussen Llywelyn en koning Jan. Aanleiding hiervoor was de alliantie die Llywelyn had gesloten met William de Braose, een favoriet van de Engelse koning die in ongenade was gevallen. Een Engels leger onder de leiding van Ranulf van Chester en Peter des Roches vielen daarom Gwynedd dat jaar binnen en een jaar later volgde ook koning Jan zelf. Volgens de Welshe kroniek Brut y Tywysogion was dat om "Llywelyn te onteigenen en te vernietigen". De Engelse koning wist de Welshmen terug te dringen waarop Llywelyn gedwongen was om te onderhandelen. Hij stuurde daarom zijn vrouw Johanna om de onderhandelingen te voeren. Llywelyn verloor al zijn landen ten westen van de rivier de Conwy en moest een hoge schatting betalen in de vorm van vee. Tevens als hij zou sterven zonder een legitiem kind bij Johanna dat al zijn bezittingen aan de Engelse kroon vervielen.
Llywelyn wist al snel weer zijn positie te verbeteren. Toen de andere Welshe koningen gedesillusioneerd raakten van het beleid van koning Jan, gingen zij opnieuw Llywelyn steunen. Llywelyn sloot een bondgenootschap met de heersers Gwenwynwyn van Powys, Maelgwn ap Rhys en Rhys Gryg van Deheubarth en kwamen ze in opstand tegen Jan en werden hierbij gesteund door paus Innocentius III. De koning van Powys was in staat om een groot deel van Powys weer terug te veroveren op de Engelsen. Hierop wilde Jan een nieuwe invasie in Wales lanceren, maar onder druk van Willem I van Schotland zag hij hier van af. Llywelyn wist ook een alliantie te sluiten met Filips II van Frankrijk en de opstandige Engelse baronnen en trok in 1215 op naar Shrewsbury dat hij zonder verzet wist in te nemen.

### Verdrag van Worcester
In datzelfde jaar wist hij ook de kastelen van Carmarthen, Kidwelly, Llansteffan, Cardigan en Cilgerran in te nemen. Het jaar daarop brachten de kleinere Welshe vorsten hun leenhulde aan hem uit. Gwenwynwyn verklaarde zich echter weer aan de Engelse koning en met behulp van de Welshmen wist Llywelyn hem definitief uit Wales te verbannen. Llywelyn sloot in 1218 het verdrag van Worcester met Hendrik III van Engeland waarin zijn Welshe overwinningen werden bekrachtigd. Hij wist vervolgens de banden met de heren uit de marken aan te halen door middel van huwelijkspolitiek.
In de periode die volgde liet hij ook verschillende kastelen optrekken om de grenzen van zijn rijk te versterken. Toch ontstond er een conflict in 1120 met William Marshal en Llywelyn bedreigde zelfs Pembroke Castle. Terwijl Llywelyn vervolgens Shropshire binnenviel viel William Marshal met een Iers leger Wales binnen en kon hij Carmarthen en Cardigan zonder moeite innemen. Al in oktober van dat jaar werd de vrede getekend tussen de partijen in Montgomery en keerde de situatie weer terug zoals die was voor de oorlog.
Tijdens de strijd met Marshal had hij William de Braose gevangen genomen, maar deze verklaarde zich daarop een bondgenoot van Llywelyn. Toen hij in 1230 het hof van de Welshe vorst bezocht werd hij aangetroffen in de slaapkamer van Johanna van Wales. Hierop liet Llywelyn hem ophangen en stelde hij zijn vrouw onder een huisarrest die een jaar zou duren. Het jaar daarop vreesde hij de macht van Hubert de Burgh en toen deze enkele getrouwen van Llywelyn had gevangen genomen startte hij een veldtocht tegen De Burgh. De Engelsman werd in 1232 door zijn eigen koning gevangen gezet en vervolgens bemoeide Llywelyn zich met het conflict tussen Peter de Rivaux en Richard Marshal. De Engelse koning drong uiteindelijk aan op vrede en deze werd op 21 juni 1234 getekend en zou aanhouden tot aan het einde van de regering van Llywelyn.

### Laatste jaren

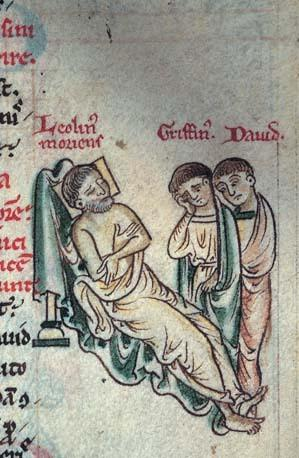
Llywelyn met zijn zonen Gruffydd en Dafydd, miniatuur uit de kroniek van Matthew Paris.

Zijn vrouw Johanna overleed in 1237 en in hetzelfde jaar zou Llywelyn ook een beroerte hebben gekregen. Het jaar daarop riep hij een concilie bijeen in de abdij van Strata Florida waarbij zijn vazallen hun leenhulde betuigden aan zijn zoon Dafydd. Deze nam daarop vele taken van zijn vader over en onterfde zijn (half)broers. De Brut y Tywysogion meldt dat Llywelyn in 1240 was overleden in Aberconwy Abbey waar hij was ingetreden. Hij werd daar begraven, maar na enkele tussenstops staat zijn kist in de Saint Grwst's Church in Llanrwst.

## Nageslacht
Uit zijn huwelijk met Johanna van Wales zou Llywelyn ten minste twee kinderen gekregen hebben, maar meerdere kinderen van hem worden aan haar toegeschreven:
- Elen (1207-1253), gehuwd met Jan van Schotland.
- Dafydd (1212-1246), prins van Wales.
- Gwladus (1206-1251), gehuwd met Reginald de Braose en Ralph de Mortimer.
- Susanna
- Angharad
- Margaretha, gehuwd met John de Braose en Walter de Clifford.

Daarnaast had Llywelyn ook nog een minnares, Tangwystl Goch, en zij was de moeder van Gruffydd ap Llywelyn Fawr, de vader van Llywelyn ap Gruffydd.